# کریمی مراغه‌ای
میرزا حسین کریمی مراغه‌ای (زادهٔ ۱۲ مرداد ۱۳۱۰ در مراغه – درگذشتهٔ ۲۰ بهمن ۱۴۰۱) شاعر معاصر مراغه‌ای بود. کریمی مراغه‌ای در شهرستان مراغه و در خانواده‌ای دیندار و شیعه چشم به جهان گشود. سال ۱۳۳۸ در ۲۸ سالگی نخستین جلد کتاب خود را به نام رنگارنگ در قطع جیبی و سیصد صفحه به چاپ رساند.
کریمی مراغه‌ای ادامه‌دهندهٔ سبک سنّتی و کلاسیک شعر بود و غالباً در اشعار طنز خود رسم و رسوم زمانهٔ خود را به باد انتقاد گرفته است. اکثر اشعار او هرچند به تورکی آذربایجانی سروده شده‌اند ولی به علت مقید بودن به سبک قدیم و اوزان شعری با تعبیرات و اصطلاحات عربی و فارسیِ بسیاری آمیختگی دارند.

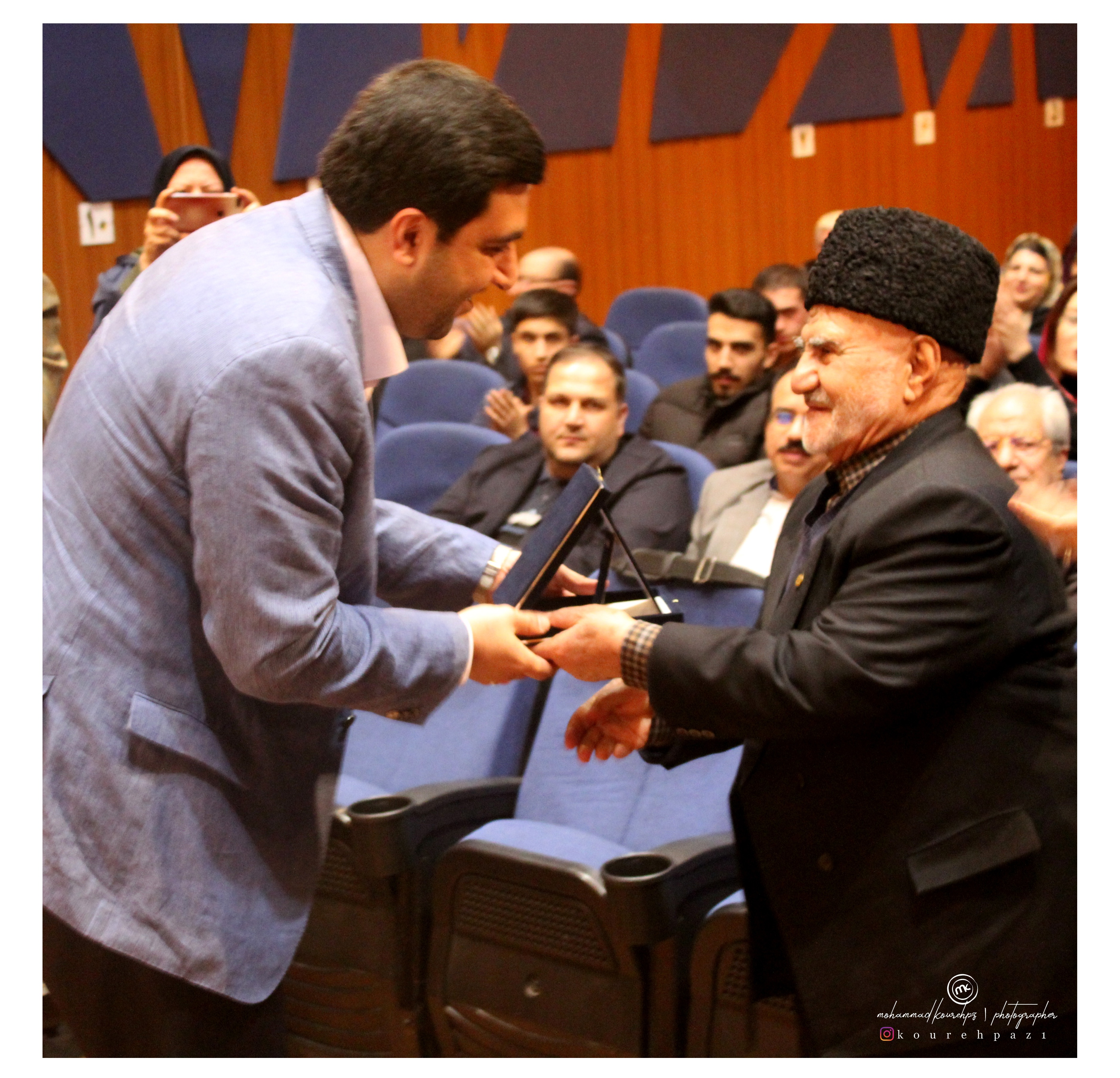
اهدای تندیس یادبود به کریمی مراغه‌ای

کریمی مراغه‌ای با اینکه طنزپرداز بود در زمرهٔ شاعران اهل بیت نیز قرار می‌گرفت و آثاری در سبک نوحه و مرثیه نیز دارد شعری با مطلعِ:
عبّاسه بو دشتِ کربلانی صحرای قیامت ائتدون ای اوخ
ووردون اوزووی بو قانلی مشکه، عبّاسی خجالت ائتدون ای اوخ
از نامدارترین اشعار اوست که معمولاً در شب و روز تاسوعا در هیئت‌های عزاداری ترک‌زبان خوانده می‌شود.
مجموعه‌های طنز وی در ۱۶ جلد با عنوان رنگارنگ چاپ شده است. کتاب ارج‌نامه استاد میرزا حسین کریمی مراغه‌ای در سال ۱۳۹۵ خورشیدی به کوشش محمدحسین قابل‌نژاد سردرودی در شهر مراغه رونمایی شد.

## دیدگاه‌ها دربارهٔ کریمی مراغه‌ای
- سید علی خامنه ای رهبر جمهوری اسلامی ایران دربارهٔ کریمی مراغه‌ای گفته است: «استاد کریمی مراغه‌ای در جای جای اشعار طنز خود، مواد مخدر و آلودگی جوانان را که سوغات دولت‌های جهانخوار برای کشورمان بوده، به باد انتقاد گرفته و به بی‌تحرکی ملت و دولت حاکم رژیم گذشته اشاراتی بس آگاهانه کرده است. در هر ورقی از رنگارنگ استاد کریمی، مطلبی تازه و فکری بکر به چشم می‌خورد.»[۶]
- نظمی تبریزی در تعریف از توانایی شعری کریمی مراغه‌ای اذعان دارد که: «نام کریمی در حوزهٔ شعر طنز همچون معجز شبستری و علی اکبر صابر طی صد سال اخیر، ماندگار خواهد بود.»
- حیدر عباسی شاعر با نام مستعار باریشماز دربارهٔ کریمی مراغه‌ای می‌گوید: «ما مدیون استاد کریمی مراغه‌ای و پدر بزرگوارشان هستیم. واقعاً ما در مقابل این همه آثار ناب، چه کار کرده‌ایم؟ هیچ کار… کم‌ترین کاری که می‌توانستیم بکنیم این بود که سخنان پیرامون استاد را می‌نوشتیم. بماند نگاه به نوع طنز او و جنبه‌های مختلف آن.»[۷]